# Kesavathur, Arkalgud
Kesavathur là một làng thuộc tehsil Arkalgud, huyện Hassan, bang Karnataka, Ấn Độ.